# Fraiseuse routière
Pour les articles homonymes, voir Fraiseuse (homonymie) et Raboteuse.

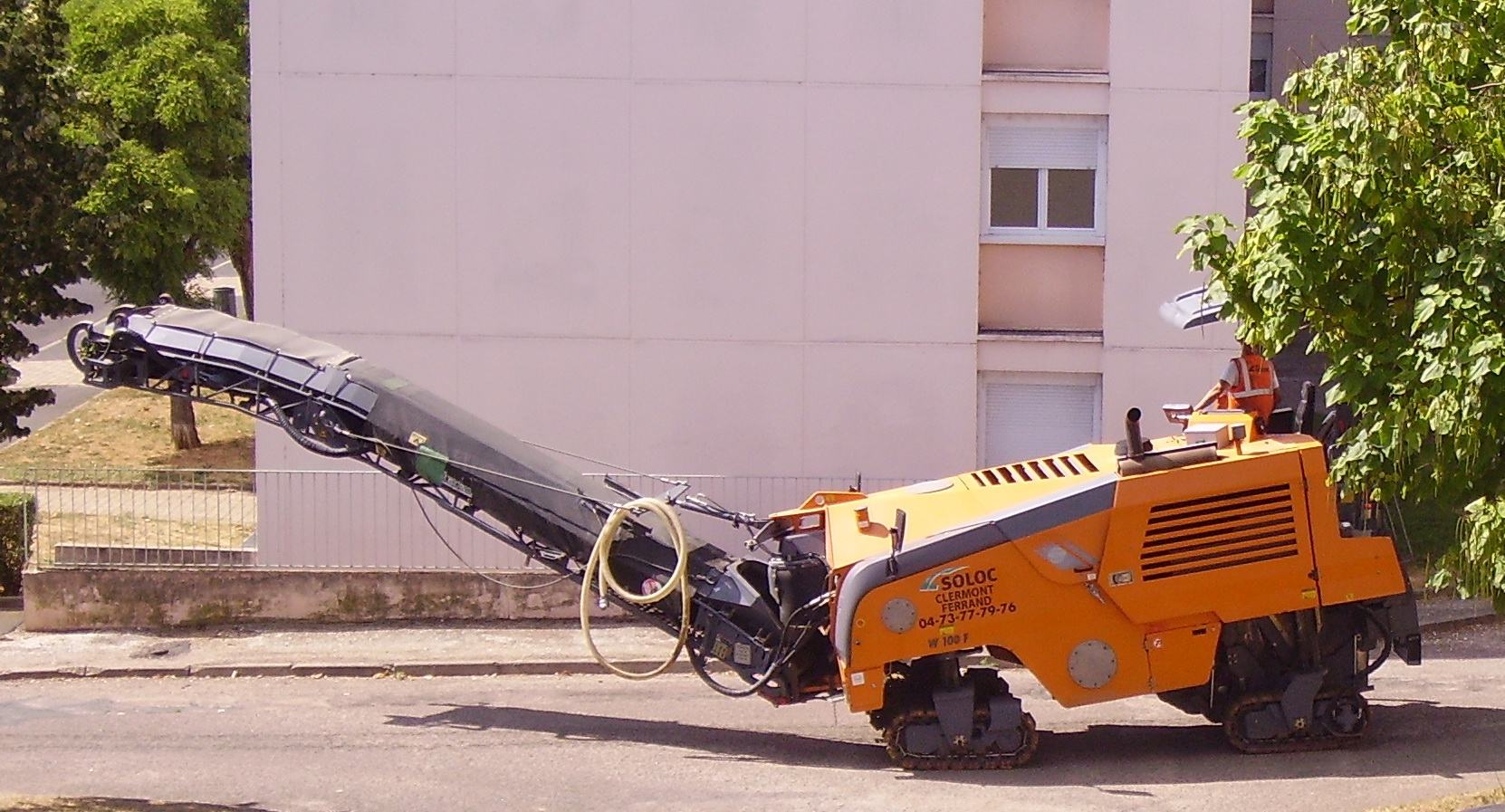
Réfection de parking au moyen d'une fraiseuse Wirtgen W100F.

Une raboteuse ou fraiseuse routière ou fraiseuse à froid (par opposition à l'ancienne technologie des fraiseuses à chaud) est un engin de génie civil utilisé pour la réfection des chaussées, des aires industrielles ou des pistes d'aéroports, par exemple pour améliorer la rugosité d'une piste. Elle agit par fraisage pour enlever les matériaux durs tels que béton de ciment ou bitumineux.

## Description
Les petits modèles sont équipés de roues, et les grosses machines les plus courantes de trains à chenilles réglables individuellement en hauteur pour obtenir une position horizontale. Un tambour de fraisage tournant en sens inverse de l'avance de la machine enlève et concasse les revêtements de chaussée ; ce tambour est muni de pointes amovibles en métal dur (carbure de tungstène), similaires aux pointes équipant les scies à rocher. Une bande de déversement frontale, orientable et désaccouplable, assure l'enlèvement. La roue d'appui, permettant le réglage de la profondeur de fraisage, est repliable, à réglage hydraulique. La largeur de travail maximale dépasse 4 m pour les machines les plus puissantes. Le fraisat, récupéré dans la benne d'un camion, peut être réutilisé dans des centrales de recyclage ou d'enrobage. La fraiseuse peut aussi servir pour l'égalisation de chaussées (fraisage fin).
La société allemande Wirtgen est le principal constructeur.

## Galerie d'images

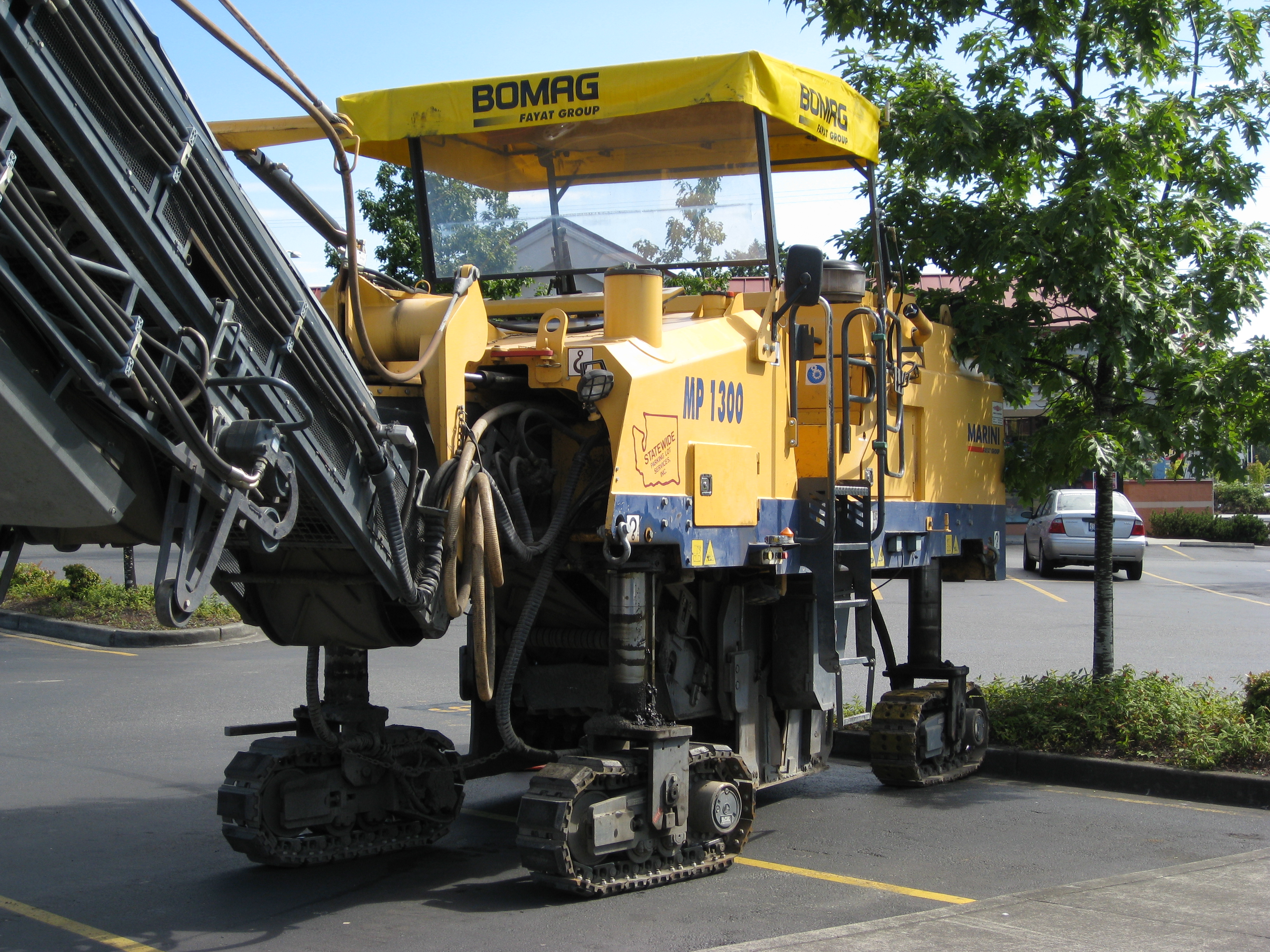
Une raboteuse.
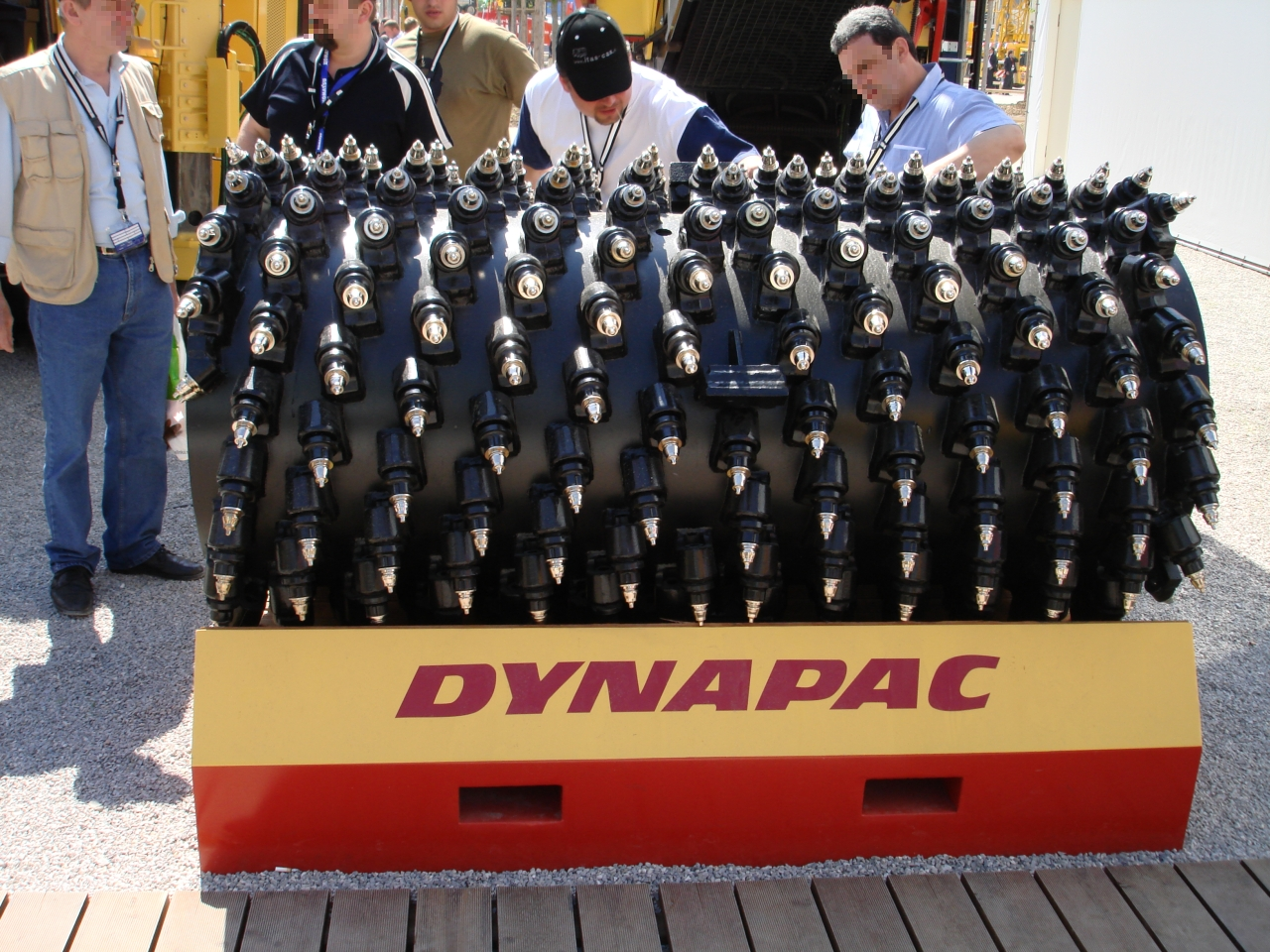
Une fraise, organe principal d'une raboteuse.
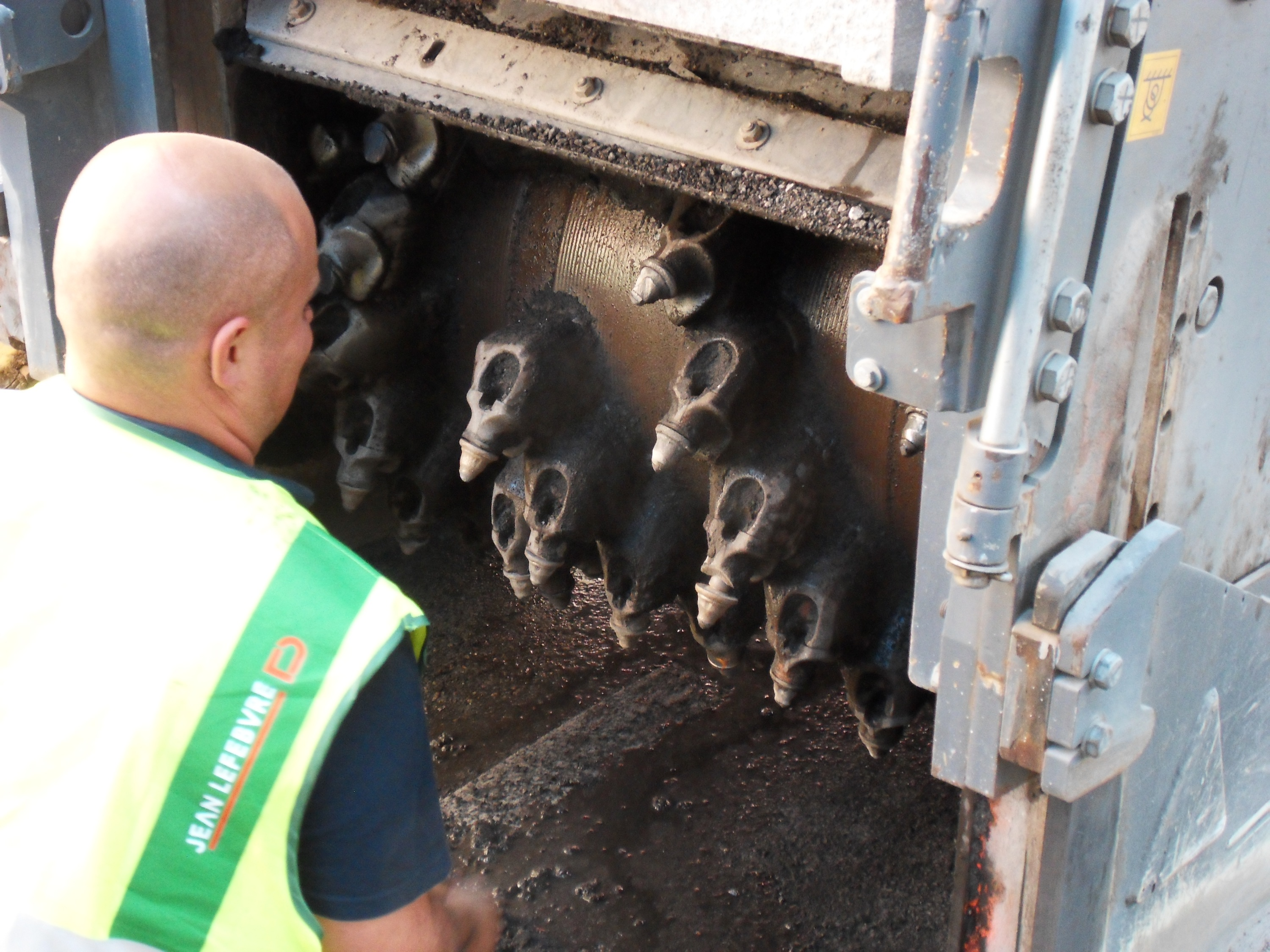
Remplacement des pointes d'une fraise.
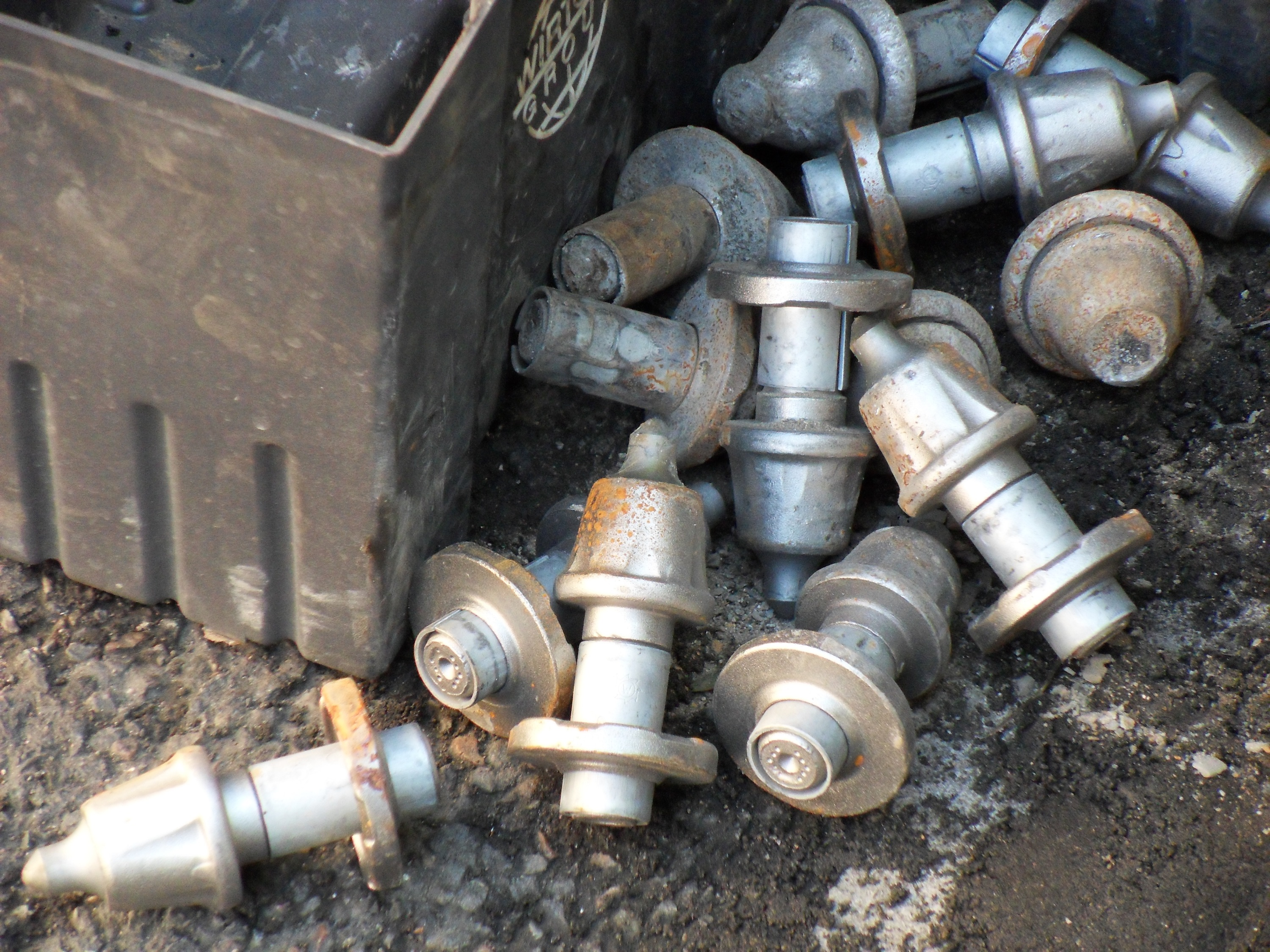
Pointes de fraise neuves.